# Bill Walton
William Theodore Walton III, detto Bill (La Mesa, 5 novembre 1952 – San Diego, 27 maggio 2024), è stato un cestista statunitense, professionista nella NBA.

## Biografia
Padre di Luke Walton, ex giocatore dei Cleveland Cavaliers e dei Los Angeles Lakers, Bill Walton nacque il 5 novembre 1952 a La Mesa, in California.
Morì a San Diego il 27 maggio 2024 all'età di 71 anni a causa di un tumore al colon.

## Carriera

### College

#### Esordi
Bill Walton giunse a UCLA, ateneo con una grandissima tradizione cestistica, nel 1970, l'anno seguente all'addio del mito Lewis Alcindor, passato in NBA ai Milwaukee Bucks. Nonostante le prime incertezze nutrite dal coach John Wooden, Walton impiegò pochissimo tempo a divenire il giocatore più dominante del campionato, vincendo in tutte e tre le stagioni al college (1972, 1973 e 1974) il premio di miglior giocatore e le convocazioni per l'All-American e l'All-Conference.

#### Il dominio di UCLA
La squadra, per quanto possibile, andò ancor più in là di quanto non avesse fatto "Bill il rosso" (così venne soprannominato nell'ambiente, per via del colore dei suoi capelli): nei primi due anni i Bruins dominarono la stagione NCAA vincendo, in entrambe le stagioni, tutte le trenta partite disputate. Nelle due finali Walton giocò in maniera incredibile: 20 punti e 24 rimbalzi nel 1972, 44 punti (frutto di 21/22 al tiro) nel 1973.
Nel 1974, dopo una folle striscia di 88 vittorie consecutive (record assoluto), i Bruins vennero sconfitti. In quell'anno, l'ultimo di Walton, UCLA perse la semifinale NCAA dopo due tempi supplementari contro North Carolina State, guidata dal fortissimo David Thompson.
Al termine della sua carriera universitaria, le sue medie furono di 20,3 punti, 15,7 rimbalzi e 5,5 assist. Per la sua inimitabile dote di vincente venne in seguito riconosciuto come uno dei migliori (se non proprio il migliore) giocatori collegiali di tutti i tempi.

### NBA

#### Il draft e l'esordio a Portland
Il draft NBA 1974 vide i Portland Trail Blazers spendere, come previsto da tutti, la prima scelta assoluta per l'ingaggio di Bill Walton. Già dalle primissime gare disputate nella NBA, Walton assunse il ruolo di nuovo assoluto protagonista dei parquet americani, ma dopo le prime sette partite di stagione regolare fu sorpreso dal primo infortunio importante della sua carriera: gli acciacchi fisici caratterizzeranno sostanzialmente la sua attività professionistica, impedendo (secondo molti) di concretizzare al massimo quanto espresso al college. L'anno successivo la raffinatissima tecnica e l'intelligenza cestistica di Bill furono al servizio dei Blazers per non più di 51 partite, non permettendogli di assicurarsi un record di valore.

#### LaBlazermania
Nel 1976-77 Portland dispose del suo pupillo per buona parte della stagione e conquistò il terzo posto della Western Conference con 49 vittorie; le medie di Bill Walton di quella stagione furono di 18,6 punti, 14,4 rimbalzi, 3,8 assist e 3,2 stoppate nelle 65 gare disputate. La prova più che positiva dei Blazers (e di Walton in particolare) non diede tuttavia il presagio di quello che sarebbe stato il loro cammino nei playoff: Bill giocò partite di alto livello e riuscì a dirigere i Blazers tanto bene da renderli una forza inarrestabile, seppur privi (al di fuori del loro leader) di giocatori di particolare rilievo.
Dopo aver passato i primi due turni senza particolari difficoltà, Portland diede sfoggio della sua potenza contro i Lakers, la squadra più vincente del 1977: la sola opposizione di Kareem Abdul-Jabbar non fu sufficiente per evitare il 4-0 finale nella serie. La finale oppose i Blazers ai Philadelphia 76ers, squadra più titolata sulla carta. Dopo le prime due sconfitte in trasferta contro un avversario che apparve superiore, Portland si riprese conquistando tutti i quattro successivi incontri, con Walton che vinse la decisiva gara-6 con 20 punti, 23 rimbalzi, 7 assist e 8 stoppate, aggiudicandosi il titolo (l'unico nella storia per la franchigia dell'Oregon) e il premio di MVP delle Finals. La vittoriosa ascesa dei Portland Trail Blazers, e soprattutto di Bill Walton, del 1977, passò alla storia con l'espressione "Blazermania".
Nel 1978 Walton continuò a giocare ad alti livelli, tanto che, dopo 60 partite, il record di Portland fu di 50-10. Successivamente si infortunò nuovamente e delle restanti 22 partite i Blazers ne persero 14. Bill vinse ugualmente il titolo di MVP della stagione. Un ulteriore infortunio, che lo colse al rientro nei playoff, chiuse definitivamente le speranze di Portland nella post-season. L'infortunio fu tanto grave da lasciare Walton fuori dal campo per tutta la stagione seguente.

#### Il ritorno con Boston
Bill tornò a calcare le scene della NBA solamente nel 1979-80, indossando questa volta la maglia dei San Diego Clippers. Anche qui però non riuscì a disputare che 14 incontri. Rimase fermo per addirittura due anni. Ritornò nel 1983, duramente segnato dalla lunga assenza dal parquet; nelle due stagioni successive, sempre con i Clippers, Walton ritornò a prendere confidenza con il gioco, aiutando molto la squadra con la sua tecnica e la sua visione di gioco.
Nel 1986, deciso a tornare sul gradino più alto della lega, entrò a far parte dei Boston Celtics. Il gioco di Bill, se non per il fisico, tornò ad essere quello dei tempi migliori: partendo dalla panchina coprì tutti i buchi che nel corso delle partite furono via via lasciati dal terzetto Larry Bird - Robert Parish - Kevin McHale e a fine stagione vinse il premio di Miglior sesto uomo dell'anno. Quell'anno Boston, con 67 vittorie in stagione regolare, fu inarrestabile e il suo cammino verso la conquista dell'anello non trovò oppositori.
Bill Walton si ritirò nel 1987 dopo aver perso le finali contro i Lakers.

## Statistiche
| † | Denota una stagione in cui ha vinto il titolo |
| * | Primo nella lega                              |

### College
| Anno       | Squadra     | PG | PT | MP | TC%  | 3P% | TL%  | RP   | AP  | PRP | SP | PP   |
| ---------- | ----------- | -- | -- | -- | ---- | --- | ---- | ---- | --- | --- | -- | ---- |
| 1971-1972† | UCLA Bruins | 30 | -  | -  | 64,0 | -   | 70,4 | 15,5 | -   | -   | -  | 21,1 |
| 1972-1973† | UCLA Bruins | 30 | -  | -  | 65,0 | -   | 56,9 | 16,9 | -   | -   | -  | 20,4 |
| 1973-1974  | UCLA Bruins | 27 | -  | -  | 66,5 | -   | 58,0 | 14,7 | 5,5 | -   | -  | 19,3 |
| Carriera   | Carriera    | 87 | -  | -  | 65,1 | -   | 64,2 | 15,7 | 5,5 | -   | -  | 20,3 |

### NBA

#### Regular Season
| Anno       | Squadra             | PG  | PT  | MP   | TC%  | 3P% | TL%  | RP    | AP  | PRP | SP   | PP   |
| ---------- | ------------------- | --- | --- | ---- | ---- | --- | ---- | ----- | --- | --- | ---- | ---- |
| 1974-1975  | Portland T. Blazers | 35  | -   | 32,9 | 51,3 | -   | 68,6 | 12,6  | 4,8 | 0,8 | 2,7  | 12,8 |
| 1975-1976  | Portland T. Blazers | 51  | -   | 33,1 | 47,1 | -   | 58,3 | 13,4  | 4,3 | 1,0 | 1,6  | 16,1 |
| 1976-1977† | Portland T. Blazers | 65  | -   | 34,8 | 52,8 | -   | 69,7 | 14,4* | 3,8 | 1,0 | 3,2* | 18,6 |
| 1977-1978  | Portland T. Blazers | 58  | -   | 33,3 | 52,2 | -   | 72,0 | 13,2  | 5,0 | 1,0 | 2,5  | 18,9 |
| 1979-1980  | San Diego Clippers  | 14  | -   | 24,1 | 50,3 | -   | 59,3 | 9,0   | 2,4 | 0,6 | 2,7  | 13,9 |
| 1982-1983  | San Diego Clippers  | 33  | 32  | 33,3 | 52,8 | -   | 55,6 | 9,8   | 3,6 | 1,0 | 3,6  | 14,1 |
| 1983-1984  | San Diego Clippers  | 55  | 46  | 26,8 | 55,6 | 0,0 | 59,7 | 8,7   | 3,3 | 0,8 | 1,6  | 12,1 |
| 1984-1985  | L.A. Clippers       | 67  | 37  | 24,6 | 52,1 | 0,0 | 68,0 | 9,0   | 2,3 | 0,7 | 2,1  | 10,1 |
| 1985-1986† | Boston Celtics      | 80  | 2   | 19,3 | 56,2 | -   | 71,3 | 6,8   | 2,1 | 0,5 | 1,3  | 7,6  |
| 1986-1987  | Boston Celtics      | 10  | 0   | 11,2 | 38,5 | -   | 53,3 | 3,1   | 0,9 | 0,1 | 1,0  | 2,8  |
| Carriera   | Carriera            | 468 | 117 | 28,3 | 52,1 | -   | 66,0 | 10,5  | 3,4 | 0,8 | 2,2  | 13,3 |

#### Playoffs
| Anno     | Squadra             | PG  | PT | MP   | TC%  | 3P% | TL%  | RP   | AP  | PRP | SP  | PP   |
| -------- | ------------------- | --- | -- | ---- | ---- | --- | ---- | ---- | --- | --- | --- | ---- |
| 1977†    | Portland T. Blazers | 19* | -  | 39,7 | 50,7 | -   | 68,4 | 15,2 | 5,5 | 1,1 | 3,4 | 18,2 |
| 1978     | Portland T. Blazers | 2   | -  | 24,5 | 61,1 | -   | 71,4 | 11,0 | 2,0 | 1,5 | 1,5 | 13,5 |
| 1986†    | Boston Celtics      | 16  | 0  | 18,2 | 58,1 | 0,0 | 82,6 | 6,4  | 1,7 | 0,4 | 0,8 | 7,9  |
| 1987     | Boston Celtics      | 12  | 0  | 8,5  | 48,0 | -   | 35,7 | 2,6  | 0,8 | 0,3 | 0,3 | 2,4  |
| Carriera | Carriera            | 49  | 0  | 24,4 | 52,5 | 0,0 | 67,3 | 9,1  | 3,0 | 0,7 | 1,7 | 10,8 |

## Palmarès

### NBA
- Campionato NBA: 2

Portland Trail Blazers: 1977
Boston Celtics: 1986
- MVP della regular season: 1978
- MVP delle finali: 1977
- Sesto uomo dell'anno: 1986
- Miglior rimbalzista NBA: 1977
- Miglior stoppatore NBA: 1977
- All-NBA Team: 2

First Team: 1978
Second Team: 1977
- NBA All-Defensive: 2

First Team: 1977, 1978
- Convocazioni all'All-Star Game: 2

1977, 1978
- Detentore del record di rimbalzi difensivi in una singola partita di Playoff NBA (20 rimbalzi) (record condiviso con Dave Cowens, Tim Duncan, Kevin Garnett e Giannīs Antetokounmpo)
- Inserito tra i 50 migliori giocatori del cinquantenario della NBA
- Inserito nel NBA 75th Anniversary Team
- Inserito nella Basketball Hall of Fame nel 1993
- La sua maglia n. 32 è stata ritirata dai Portland Trail Blazers
- Prima scelta assoluta al Draft NBA 1974

### NCAA
- Titoli NCAA: 2

UCLA: 1972, 1973
- MVP delle Final Four: 2

1972, 1973
- NCAA AP Player of the Year: 2

1972, 1973
- NCAA AP All-America First Team: 5

1972, 1973, 1974, 1975, 2013
- NCAA Naismith Men's College Player of the Year Award: 3

1972, 1973, 1974
- La sua maglia n. 32 è stata ritirata dalla UCLA

## Aneddoti
- In una intervista disse che lui era sempre stato bullizzato alle scuole medie, e che quando crebbe improvvisamente di 20 centimetri diventò lui il “bullo dei bulli”.
- Durante una partita del 1980 contro i Los Angeles Lakers, Walton rimase senza una scarpa nel corso di un'azione difensiva e, mentre era intento a recuperarla, il giocatore che stava marcando ricevette palla e tirò. Non trovando altro modo migliore per fermarlo, Walton raccolse la scarpa e la lanciò contro il pallone in movimento, nel tentativo di deviarlo.[3] L'arbitro fischiò fallo tecnico.
- Denny Crum, assistente del coach John Wooden, venne spedito a visionare Walton alla Helix High School di San Diego. Al suo ritorno Crum affermò che Walton era il più grande giocatore liceale che avesse mai visto. Wooden, ignaro del genere di giocatore in questione, chiamò Crum nel suo ufficio e gli disse:

- Durante il periodo a UCLA, Walton venne arrestato nel corso di una manifestazione pacifista contro la guerra in Vietnam. Al momento dell'arresto lesse una dichiarazione, rivolta al presidente Nixon e scritta da lui stesso, che recitava così:[4]